# PrankStars
PrankStars é reality show do Disney Channel que estreou nos EUA em 15 de Julho de 2011. A atração consistiu em famílias promovendo o encontro de seus filhos pré-adolescentes e adolescentes com seus ídolos em situações engraçadas e inusitadas.
Mitchel Musso (Par de Reis, Hannah Montana e Phineas e Ferb) apresentou o programa, liderando as pegadinhas familiares ao vivo direto de um centro de comando secreto móvel. Barry Poznick (Are You Smarter Than a 5th Grader?), John Stevens (Lingo), Charles Steenveld (Family Game Night) e Rick de Oliveira (All-Star Celebrity Treasuvre Hunt) foram os produtores executivos desta atração da ZOO Productions. Exibida no Zapping Zone pelo Disney Channel Brasil. A série foi cancelada devido a prisão de Mitchel Musso que foi muito polêmica durante o início da exibição da série. A Disney convocou uma reunião de protocolo 3 e foi decidido cancelar a série.

## Episódios
| # | Título                                                          | Estreia                                                          | Código de produção | Audiência EUA em milhões |
| --- | --------------------------------------------------------------- | ---------------------------------------------------------------- | ------------------ | ------------------------ |
| 1 | "Chiclete com Surpresa (Piloto)" "Something To Chew On (Pilot)" | 15 de Julho de 2011 7 de Novembro de 2011 16 de Dezembro de 2011 | 101                | 3.9                      |
| Debby Ryan e Selena Gomez pregam pegadinhas em fãs delas. Participações especiais: Debby Ryan e Selena Gomez como elas mesmas. |                                                                 |                                                                  |                    |                          |
| 2 | "Jogo Mostrou-se" "Game Showed Up"                              | 12 de Agosto de 2011 6 de Dezembro de 2011                       | 102                | 3.4                      |
| 1ª parte:China Anne McClain finge que quer ser apresentadora de um jogo a televisão, mas terá que desistir do Disney Channel sua fã a motiva, e China Anne McClain responde uma pergunta e diz que a nova atriz da tela da tv era a fã e revela que estava no PrankStars. 2ª parte:Adam Hicks finge estar sem voz para Zak "dubla-lo" na sua entrevista no radio, mas a entrevista era na tv e o entrevistador chegaria em alguns minutos Zak se escondeu debaixo da mesa, Adam Hicks fala e Kira pergunta a Zak você queria ser o astro não é, pois conseguiu você está no PrankStars.Depois o Mitchel Musso fala dos momentos mais engraçados que fizeram agente rir. Participações especiais: China Anne McClain e Adam Hicks |                                                                 |                                                                  |                    |                          |
| 3 | "Marujo em Apuros" "Walk The Prank"                             | 23 de Setembro de 2011 7 de Janeiro de 2012                      | 106                | 2.4                      |
| Zendaya Coleman e Cody Simpson pregam pegadinhas em fãs deles. Participações especiais: Zendaya Coleman e Cody Simpson |                                                                 |                                                                  |                    |                          |
| 4 | "Fure-o Pra Mim" "Stick It To Me"                               | 16 de Outubro de 2011 13 de Março de 2012                        | 104                | 3.3                      |
| Tiffany Thornton e Leo Howard pregam pegadinhas em fãs deles. Participações especiais: Tiffany Thornton e Leo Howard |                                                                 |                                                                  |                    |                          |
| 5 | "Aventuras no Assento do Cão" "Adventures in Dogsitting"        | 16 de Janeiro de 2012 12 de Fevereiro de 2012                    | 105                | —                        |
| Raven-Symoné e Bella Thorne pregam pegadinhas em fãs delas. Participações especiais: Raven-Symoné e Bella Thorne |                                                                 |                                                                  |                    |                          |
| 6 | "Agente Secreta" "Secret Agent"                                 | Não ouve exibição 16 de Dezembro de 2012 16 de Dezembro de 2011  | 103                | —                        |
| Allstar Weekend e Bridgit Mendler pregam pegadinhas em fãs deles. Nota:Esse episódio estreou no Reino Unido é na Espanha 16 de dezembro de 2011 no especial "Noite de Natal" .Ele foi ao ar na Ásia em dezembro de 2011 no especial "12 dias para o Natal". Participações especiais: Allstar Weekend e Bridgit Mendler |                                                                 |                                                                  |                    |                          |

## Estrelas
| Estrelas           | Episodios | Series                            |
| ------------------ | --------- | --------------------------------- |
| Selena Gomez       | 1         | Wizards of Waverly Place          |
| Mitchel Musso      | Todos     | Pair of Kings, Hannah Montana     |
| Debby Ryan         | 1         | Jessie, The Suite Life on Deck    |
| Adam Hicks         | 2         | Lemonade Mouth, Zeke & Luther     |
| China Anne McClain | 2         | A.N.T. Farm                       |
| Cody Simpson       | 3         | —                                 |
| Zendaya            | 3         | Shake It Up , Frenemies           |
| Leo Howard         | 4         | Kickin' It                        |
| Tiffany Thornton   | 4         | So Random!, Sonny with a Chance   |
| Raven-Symoné       | 5         | That's So Raven                   |
| Bella Thorne       | 5         | Shake It Up , Frenemies           |
| Allstar Weekend    | 6         | —                                 |
| Bridgit Mendler    | 6         | Good Luck Charlie, Lemonade Mouth |